# Parschen
Parschen, litauisch Paršai, ist ein verlassener Ort im Rajon Krasnosnamensk der russischen Oblast Kaliningrad.
Die Ortsstelle befindet sich drei Kilometer westlich von Kutusowo (Schirwindt) unweit der Regionalstraße 27A-012 (ex R 509).

## Geschichte

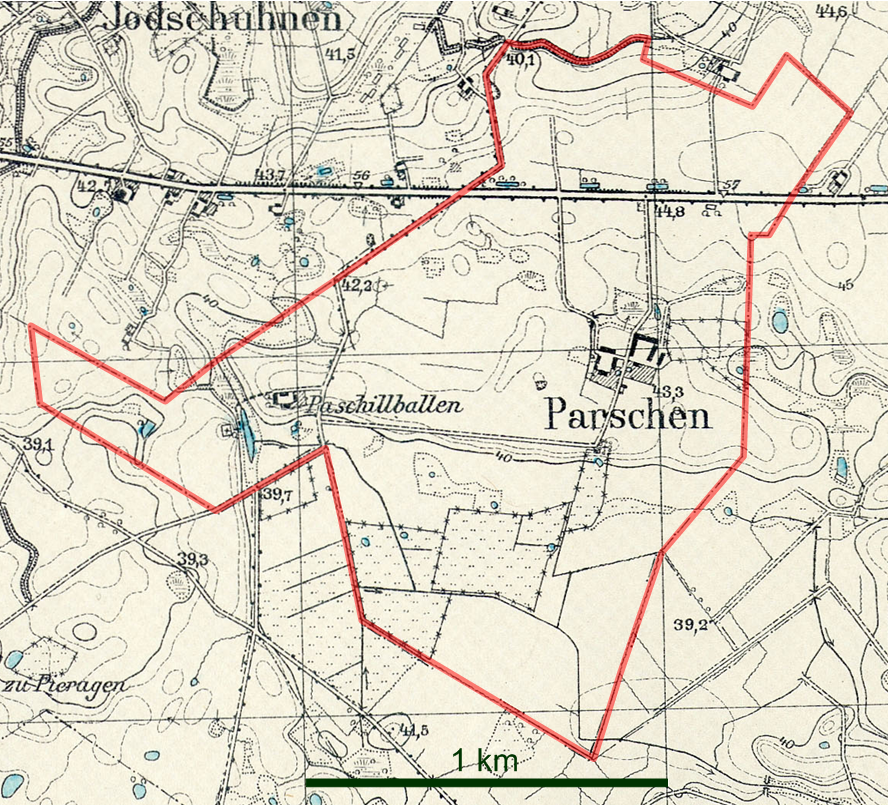
Die Gemeinde Parschen auf einem Messtischblatt von 1937

Parschen war um 1780 ein Schatull-kölmisches Dorf. 1857 wurde die seit 1740 erwähnte kölmische Besitzung Paschillballen in die Landgemeinde Parschen eingemeindet. 1874 wurde die Landgemeinde Parschen in den neu gebildeten Amtsbezirk Schirwindt im Kreis Pillkallen eingegliedert. 1938 wurde die Ortsteil-Bezeichnung von Paschillballen aufgehoben. 1945 kam Parschen in Folge des Zweiten Weltkrieges mit dem nördlichen Ostpreußen zur Sowjetunion. Einen russischen Namen erhielt es nicht mehr.

### Einwohnerentwicklung
| Jahr | Einwohner | Bemerkungen                       |
| ---- | --------- | --------------------------------- |
| 1867 | 32        |                                   |
| 1871 | 29        | davon im Zinsgut Paschillballen 7 |
| 1885 | 34        | davon in Paschillballen 9         |
| 1905 | 34        | davon in Paschillballen 5         |
| 1910 | 30        |                                   |
| 1933 | 46        |                                   |
| 1939 | 45        |                                   |

## Kirche
Parschen gehörte zum evangelischen Kirchspiel Schirwindt.